# アメリア・イアハート
アメリア・メアリー・イアハート（Amelia Mary Earhart [əˈmiːliə ˈɛərhɑrt]、1897年7月24日 - 1937年7月2日）は、アメリカの飛行士。

## 概要
1927年のチャールズ・リンドバーグの快挙に続き、女性として初めての大西洋単独横断飛行をしたことから、リンドバーグの愛称リンディに因んでミス・リンディと呼ばれた。知的かつチャーミングな女性であったため、当時から絶大な人気があり、彼女の名前を冠された商品も多岐にわたっていた。これらは出版人であった夫のジョージ・パットナムの協力と手腕であったとされる。最後のフライトも、7月4日の国民的祝日のアメリカ独立記念日にアメリカ本土到着を計画したもの、との見方がある。
1937年（昭和12年）には赤道上世界一周飛行に挑戦するが、同年7月上旬に、南太平洋において行方不明となった。遭難の経緯や捜索状況は、日本国内でも新聞で報道された。その後アメリカ海軍と大日本帝国海軍により大規模な捜索が行われたが、機体の残骸や遺体が発見されなかったことから、イアハートの失踪が「ミステリー」として取り上げられることとなった。
アメリカでは今も代表的国民ヒロインの一人（スミソニアン博物館所蔵品の3Dデータ公開ではライト兄弟機と同時に彼女のフライトスーツが公開された）であり、さらに謎めいた最期のために、未だにSF・フィクションの世界では彼女の登場するものが少なくない。
また、イアハートは自身の体験を通じ、女性の地位向上のために熱心な活動を行い、ゾンタクラブの主要メンバーとして活躍していた。今もイアハートの名前を冠した奨学金制度（大学院課程で航空関連の科学や技術を学ぶ女性対象）が運営されている（2012年現在も活動が続いている）。
これらのことから、昨今、ナンバー1でなくても切り口を変えればナンバー1になりうる、としてマーケティング分析分野では「アメリア・イアハート効果」という語も生まれている。

## 経歴

### 生い立ち
アメリカのカンザス州アッチソンでドイツ系の裕福な家庭に生まれる。高校卒業後は医学を学ぶためコロンビア大学に入学したが、1年で中退した。第一次世界大戦中はカナダのアメリカ陸軍病院で看護助手として働いた。
1921年にカリフォルニア州ロサンゼルスで、ネタ・スヌークから飛行訓練を受け、最初の飛行機を買った（Kinner Airstar）。家族内の問題により1924年に飛行機を売り、東部に戻りソーシャルワーカーとして働いた。

### 女性飛行家

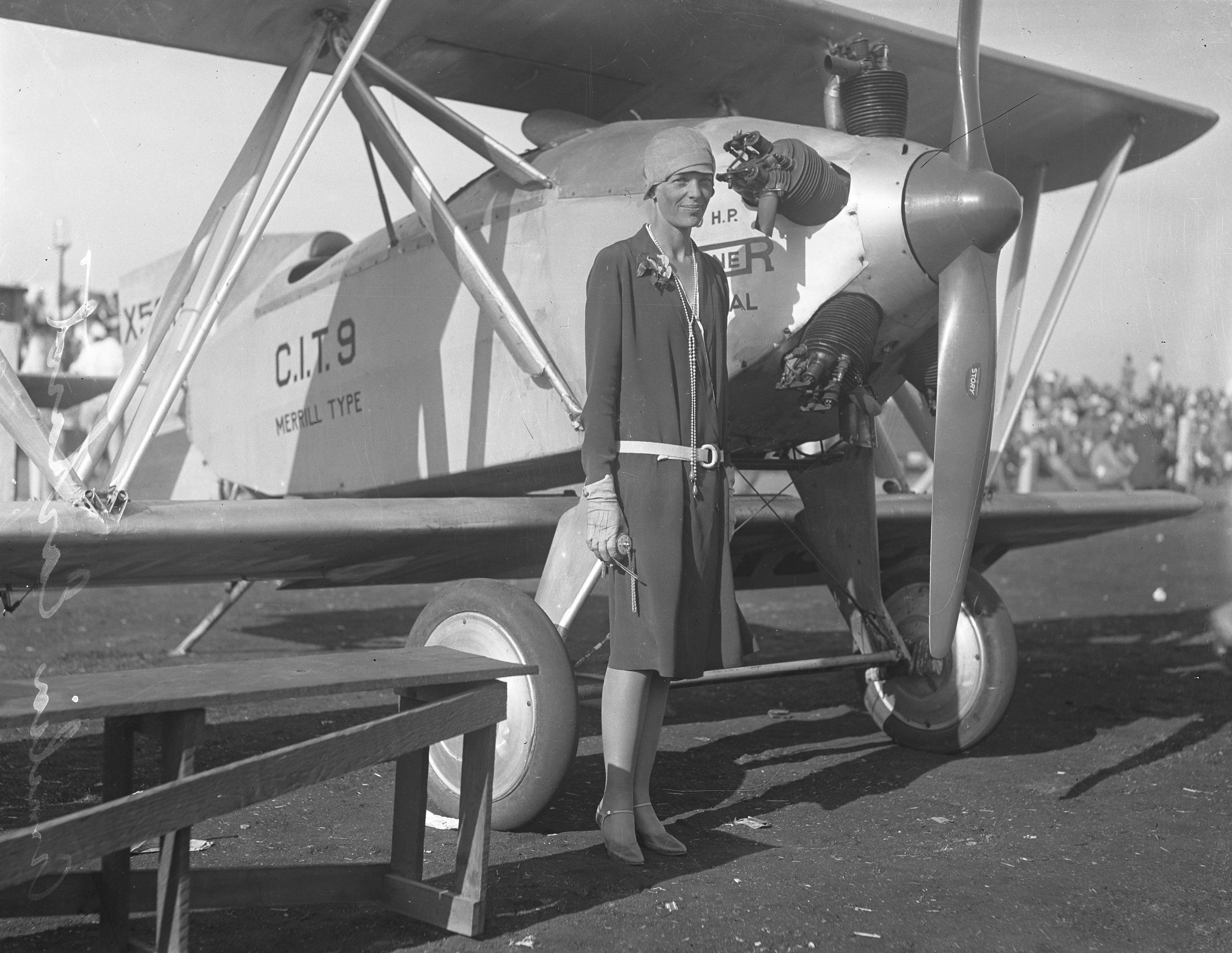
飛行機の前でポーズをとるイアハート（1928年）

1928年4月のある午後、イアハートは仕事中に一本の電話を受ける。電話の主、ジョージ・パットナムは通話の終わりにイアハートに尋ねた。「大西洋を飛びたいと思いますか」。イアハートは政治評論家で出版者であったパットナムと会い、パイロットのウィルマー・スタールズと副操縦士兼エンジニアのルイス・ゴードンのチームに共同パイロットとして加わるように依頼された。この時点で、大西洋横断を試みた女性は存在していたが、いずれも墜落して失敗。3人以上が死亡していた。
1928年6月17日、3人が乗ったフレンド・シップ号（フォッカー F.VII）は、ニューファンドランド島（現カナダ領）のトレパシー湾を出発し、およそ21時間後にウェールズのバリー・ポートに到着した。
彼らはサウサンプトンから客船でアメリカへ戻った時、ニューヨーク州のマンハッタンで紙吹雪の舞うパレードと、カルビン・クーリッジ大統領によって開催されたホワイトハウスのレセプションで歓迎を受けた。
その時以来、飛行機で飛ぶことはイアハートの生活の一部となった。彼女はクリーブランドでの、ウィル・ロジャースによって「パウダー・パフ・ダービー」と呼ばれた女性の航空レースで3位になった他、1931年にはオートジャイロでの最高到達高度記録も樹立した。
イアハートとパットナムは大西洋横断飛行の準備の間に愛情を深め、1931年2月7日に結婚した。イアハートは結婚を「二重のコントロールとの協力」と呼んだ。

### 記録樹立

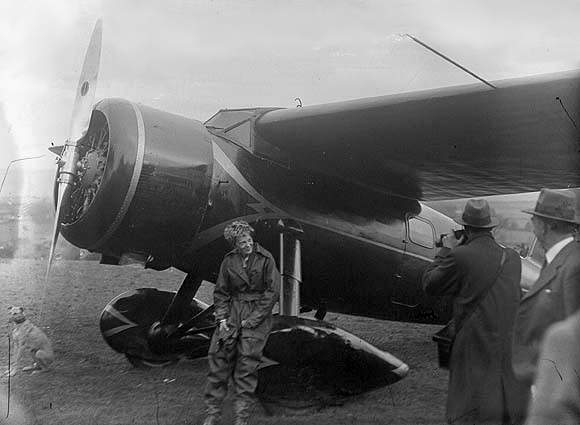
ロンドンデリーに着陸したロッキード・ベガ

1932年5月20日にイアハートはチャールズ・リンドバーグのパリへの単独飛行と同じルートを、ニューファンドランド島のグレース湾からロッキード ベガで出発した。
しかし強い北風と氷および機械的な問題で、アイルランドのロンドンデリー近くの牧場に着陸せざるを得なかった。イアハートは大西洋単独横断飛行の成功で、議会からの空軍殊勲十字章、フランス政府からのレジオン・ド・ヌール勲章およびハーバート・フーヴァー大統領からのアメリカ地理学協会のゴールドメダルを受け取った。
同年8月24日、女性では初のアメリカ大陸単独横断無着陸飛行のため、東海岸のニュージャージー州ニューアークを離陸。19時間後の翌25日、ロスアンゼルスに着陸し成功。
1935年1月11日には、アメリカ領のハワイからカリフォルニア州オークランドまでの単独飛行にも成功した。

### 遭難

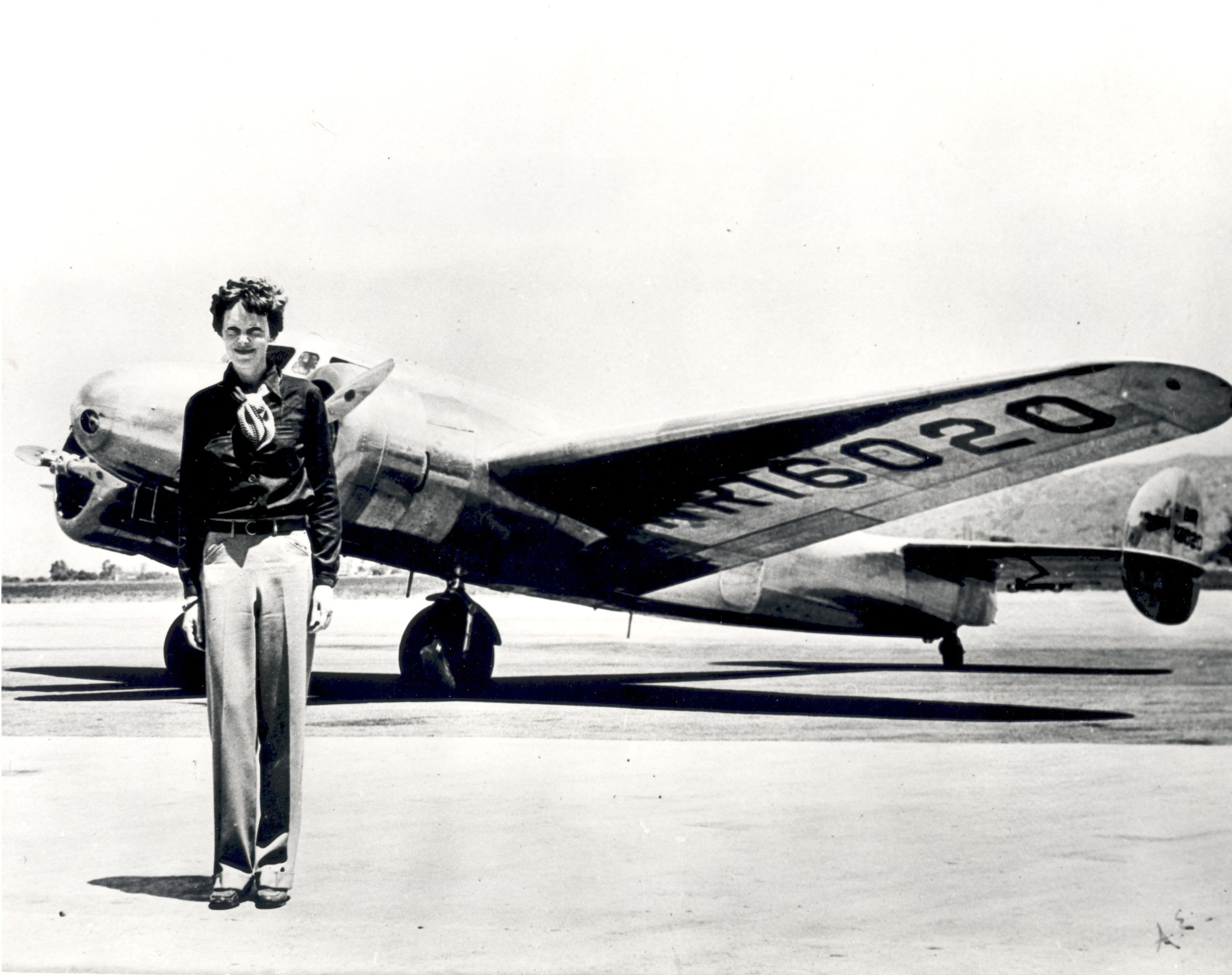
ロッキード・エレクトラとイアハート

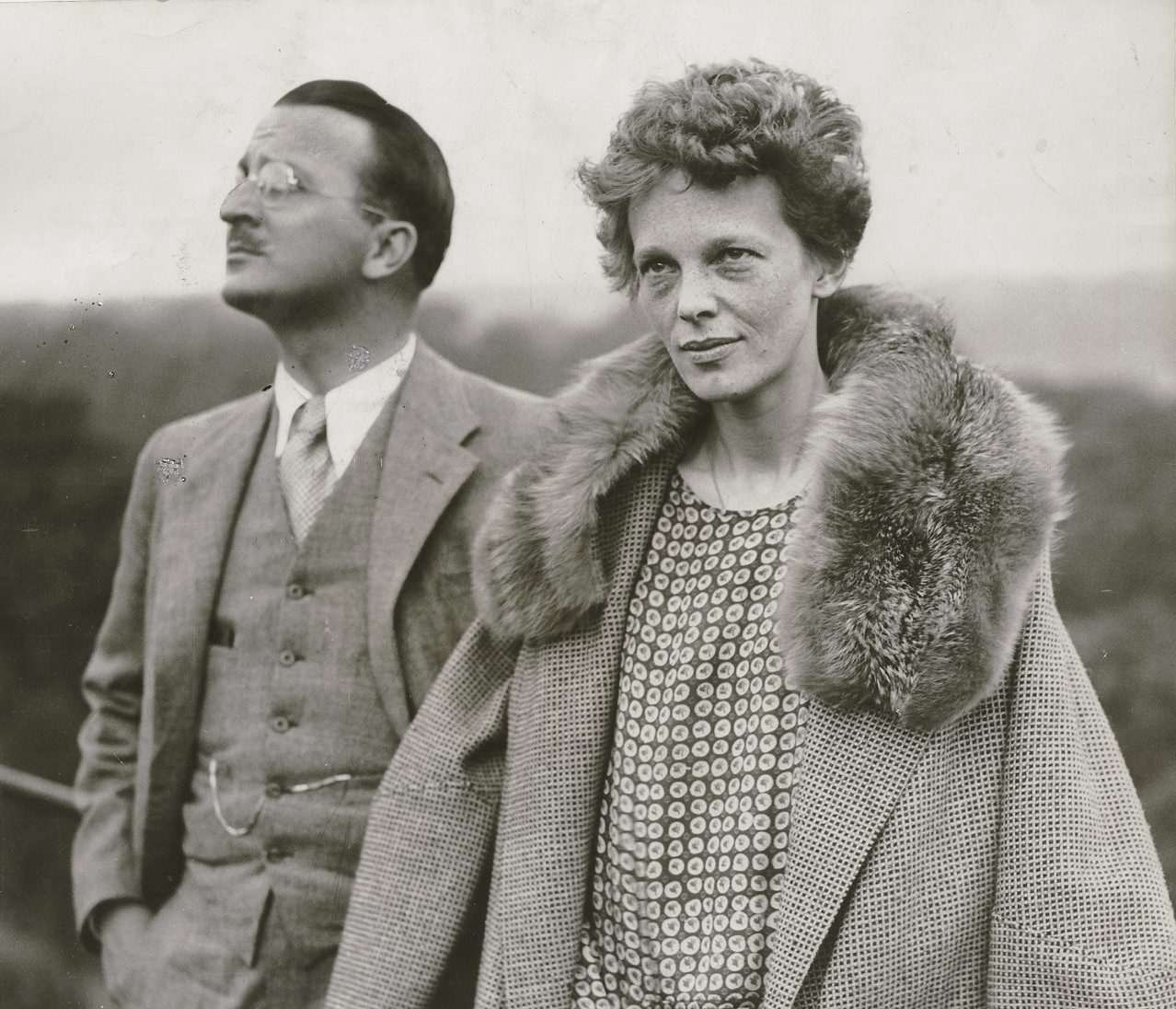
夫のパットナムと共に（1937年）

1937年（昭和12年）5月21日に赤道上世界一周飛行（赤道に沿って東西方向へ飛ぶ）に向かって、ナビゲータのフレッド・ヌーナンとロッキード・エレクトラ10Eでカリフォルニア州のオークランドを飛び立ち、東回りに飛行し、6月30日にニューギニアのラエまで到着した。エレクトラは旅客機であり、通常は操縦士2名の他に旅客12名を載せて航行可能な機体であるが、イアハート機は長距離飛行のために客室内に増設タンクを設置した改造機であった。7月2日に、日本の委任統治領（南洋諸島）に隣接したアメリカ領の無人島であるハウランド島を目指して離陸したが、目的地に着陸することはなかった。
1,100米ガロン (4,200 L)のオクタン価87の通常燃料の他、ブースト用のオクタン価100の燃料50米ガロン (190 L)を追加積載して離陸した。これらは航続距離にして2,460海里 (4,560 km)（約20–21時間相当）を飛べる量とされている。ヌーナンはこの航程について18.5時間の飛行と計算を行っていた。出発時の天候は時折雨が降る曇天で雲が厚く、天測航法のための天体観測は困難な状況であった。また出発に際して推測航法に必要なヌーナンのクロノメーターを合わせるラジオ時報が受信できず、足止めを余儀なくされてヌーナンは飲酒で時間を過ごしたという記録がある。
飛行支援のためにハウランド島周辺で待機していたアメリカ沿岸警備隊のカッター「イタスカ」に対し、19:30GMT（現地時間07:42）に乗機のコールサイン「KHAQQ」を用い、3105kHzにて通信を行う。信号強度は強く音声はクリアであったとされるが、この周波数帯ではそれらが端的に近距離を示すものにはならない。

「イタスカへ。私達はあなたたちの上にいるに違いないが、あなたたちが見えません。燃料は不足しています。あなたたちからの無線通信も聞こえません。高度1,000フィート (300 m)を飛行中」

その1時間後（現地時間08:43）、

「私達は今、157° - 337°線上にいます。6210キロサイクルでこのメッセージを繰り返します。聞き続けてください」

との連絡を行ったが、しばらくして3105kHzのままで「疑問を感じる」「南北線上を飛行中」という発信があったことが記録されている。他の傍受者による情報では同時刻に「残燃料ではあと30分程度の飛行しか出来ない」との発信があったともされる。同周波数で内容不明とされる微弱な電波が傍受局に観測されている記録もあるが、これらがイアハートのものであるかについて明確な答えはない。イアハート機は、これらの通信を最後に消息を絶った。
搭載無線機は出力50Wで軽量化のためにロングワイア型アンテナは使わず、短縮V形アンテナを使用していた。微弱な信号でも通信が可能なモールス信号をイアハート機は利用せず、無線通信についての理解が浅かったのではないか、との見解を述べる者も多い。また救命胴衣は搭載していたが、救難信号銃や救命イカダは搭載されていなかった。これらは軽量化のための選択とされている。
この時点でイアハートとヌーナンは目的地点到達を考えていたが、島が発見できないために10海里ほどの誤差を発生させてしまったことを想定し、南北方向への修正を行っていたものと思われる。イタスカでは位置確認のために油煙式装置も焚いて発煙信号（通常は10海里程度の距離でも視認可能とされる）を上げていたが、当日の島周辺は雲が多く役には立たなかった。また、それらの雲影は洋上での島影発見を困難にもさせていた。当時の天候は曇天であった。
特別に搭載を許可された当時未公開の無線航法探知器と誘導電波発信器は、電波レベルが弱すぎるなどの理由により使用できなかったとされている。この装置については、第二次世界大戦直前のごく短い期間だけ使用されたベンディクス（Bendix）社製MR-1B無線誘導装置のプロトタイプ説がある。当時のイアハート機のコクピット内写真には、通常のエレクトラには無い装置がパイロット席左上にあり、機首上にあるループアンテナは同社製のMN-5形である。それは移動体無線通信には不適切な特徴（指向性が強い）のものである。さらにイタスカとの交信で示した、使われなかった高い周波数は、この装置のシグナル用であった、とされる説がある。極秘の先進的装置であったため、機密保持のために傍受を考慮し、当事者にだけわかる会話をしたとの推測である。
1967年、同形機による同日程の世界一周がアン・ペルグリノによって行われたが、この際のナビゲーターを務めたウィリアム・L・ポルハメスのイアハート機のフライトプラン考察（1995年に専門誌にて発表）によれば、目的地に向かう経路のひとつについて誤計算を行ってしまった可能性を指摘している。
なお、イアハートは飛行の途中の航空日誌などを寄航するごとに故郷に送っており、後に夫のジョージ・パットナムがまとめて『最後の飛行』として出版した。

### 遭難直後の捜索

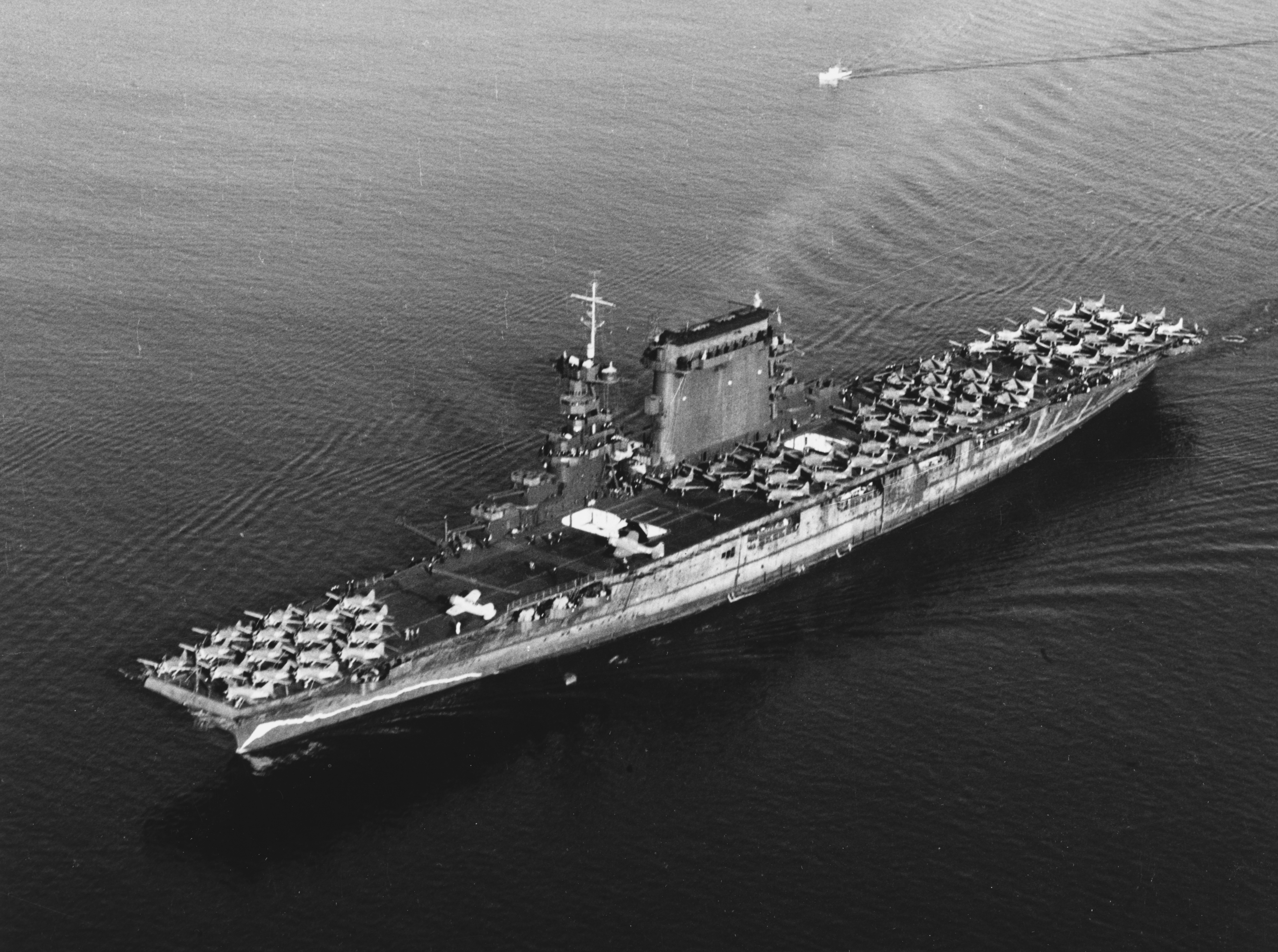
アメリカ海軍より捜索に参加した「レキシントン」

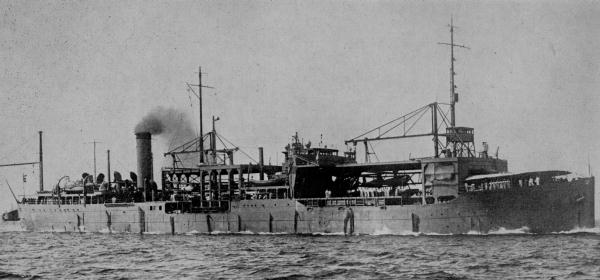
捜索に参加した大日本帝国海軍の水上機母艦「神威」

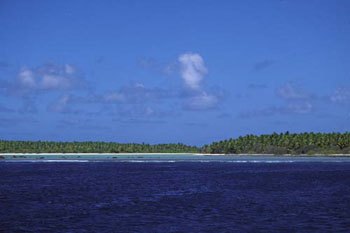
ニクマロロ島

アメリカ政府は、消息を絶ったイアハートとヌーナンの捜索に400万ドル（当時）を費やした。捜索隊はアメリカ海軍および沿岸警備隊、さらに隣接した地域を委任統治している日本の大日本帝国海軍の協力によって組織され、当時として考え得る全ての手段を講じた集中的な航空および海上探索を行った。アメリカ海軍は空母「レキシントン」および艦上機多数、戦艦「コロラド」、沿岸警備隊「イタスカ」等を派遣した。
当時、日本海軍は第十二戦隊（機雷敷設艦沖島、水上機母艦神威、第28駆逐隊〈朝凪、夕凪〉）により、南洋諸島の長期調査航海を実施した。7月2日当時の第十二戦隊は、サイパン島に停泊中だった。神威艦載機、特務艦「膠州」等が捜索に参加（膠州はパラオ諸島を出発し、7月6日にポナペ島着、7月9日同地発、7月13日にヤルート着）。それぞれ1週間程度をかけて総面積390,000平方キロを捜索したが何も見つからなかった。第十二戦隊の4隻は7月10日に伊勢湾へ帰投した。7月19日に日米とも捜索を打ち切った。
同日、「膠州」はヤルートを出発、ポナペを経てサイパンに向かった。その後もイアハート機の残骸や遺留品が日本委任統治領内の島に流れ着く可能性があったため、山本五十六海軍次官は出来るかぎり捜索に協力するよう指導した。しかし日米双方の航空基地として南洋群島をめぐる緊張は高まりつつあり、さらに1941年（昭和16年）12月8日に太平洋戦争が勃発し、両軍による調査や捜索は行われることが無かった。

### その後の捜索と調査
研究者の大多数は、イアハートとヌーナンの飛行機は燃料を使い果たし不時着水した、もしくは墜落したと考えている。代表的見解としては、トーマス・クロウチ航空宇宙博物館主任キュレーターの談話がある。その見解では、「機体は18,000フィート（約5,500メートル、周辺海域の平均水深）の海底に沈んでいるのではないか」と推測している。さらに、「その深度は発見に、沈没後70年経って偶然発見されたタイタニック号のような困難を生むだろう」とも語っている。
捜索当時、キリバス領のニクマロロ島（事故当時の名称はガードナー島、公式には1827年以降無人）では、捜索にあたった艦載機からキャンプの跡らしきものが観測されたが、報告したパイロットは無人島である状況は知らなかった（1940年に西洋人女性と見られる遺骨が同島から発見され、フィジーに送られ、イギリス人医師の鑑定を受けるが、その後紛失）。
近年になって航空機の捜索や保存を行っている研究グループ「タイガー (TIGHAR)」は、化粧用コンパクトの一部とみられるガラス片などを同島から2007年に発見し、イアハート自身が同島に漂着し死亡するまで島で生活していたという説を唱えている。ただし、前述の遺骨は行方不明となっていて確証はない。同グループは加えて数度の現地調査を行い、同島でロッキード・エレクトラの残骸ともとれる軽金属片およびプレクシグラス（コクピット風防用のアクリル樹脂）片、1930年代の女性用靴とも見ることが可能な靴の部分品を発見し、さらに前述の身元不明の漂流者の遺骨の医学的所見の記録（骨そのものではない）を再鑑定し、長身の北ヨーロッパ系の白人女性である可能性が高いとの結果を発表した。
これらを踏まえて、同グループからは水没状態では作動しないはずの救難信号が同機が行方不明となってから3昼夜聞かれたこと（パンアメリカン航空の地上無線局などのレポートが現存する）などを合わせ、ニクマロロ島周辺に不時着したとする説を提唱している。同時に、同グループの計算によると、旅客機エレクトラを長距離用に改造し、キャビン内に6槽の増設燃料タンクを設置したイアハート機は燃料を使い果たした状態では充分な水面浮力を持ち、暫くは水面に浮き続けるはずである、との主張も同時にしており、それらを統合した推測が彼らから発表されている。
ただし、アメリカ人海洋探検家のデビッド・ジョーダン（アメリカ海軍を退役後は自身でサルベージ会社を経営）は、2002年と2006年の2回にわたり、総費用450万ドルを費やして目的地周辺1200平方マイルの海底ソナー探査を行ったが、結果的に機体らしきものは発見されず、この結果からニクマロロ島周辺遭難説を否定している。ほかにも、イアハートの遭難地をマーシャル諸島とする説が、1960年代にフレッド・ゲルナー著の『The Search for Amelia Earhart（アメリア・イアハートを探して）』で唱えられた。2015年にディック・スピンクが報告したところによると、「イアハートがミリという小さな環礁に不時着したという目撃談がマーシャル諸島で今も広く伝えられている」という。
2009年に、前述の「タイガー」が、ニクマロロ島で人工物をかき集め、付着しているDNAをイアハートの親族のDNAと比較するという計画を公表。2010年12月14日、「タイガー」はニクマロロ島のキャンプサイト付近で人間の指の部分と見られる骨を発見、その後オクラホマ大学でDNA型鑑定が行われたが、現代の鑑定技術では人骨なのか、或いはウミガメの骨なのかは判定が難しいとする調査結果が出された。
2012年にさらに調査を進めた結果、同年7月の調査で撮影されたニクマロロ島沖の海底の映像の中に、機体の一部らしきがれきが映っていたと発表された。2014年になって、この時海底から引き揚げられた機体の一部がロッキード L-10 エレクトラの部品であることが判明した。これを受けて、｢タイガー｣はニクマロロ島付近の海底の、ソナーに反応があった領域を詳細に捜索することを発表した。
テネシー大学のリチャード・ジャンツ名誉教授が1940年発見の遺骨の測定値を再検討した結果、ニクマロロ島で発見された遺骨はイアハートのものであることを強く支持するという結論にたどり着き、2018年になって研究成果を法医学誌にて公表している。
2024年、アメリカの海洋探索企業ディープシービジョンは同社のインスタグラムアカウントで、イアハート乗機の残骸の可能性のあるソナー画像を公開した。画像はハウランド島の西約161キロメートル、水深4,877メートルの地点で撮影された。ディープシービジョンは画像から特徴的な双尾翼が確認できるとしているが、他の特徴について確認ができないという指摘がある。ディープシービジョンが11月1日に再調査を実施したところ、この物体は自然に形成された岩石層であることが判明した。

### 日本軍関与説

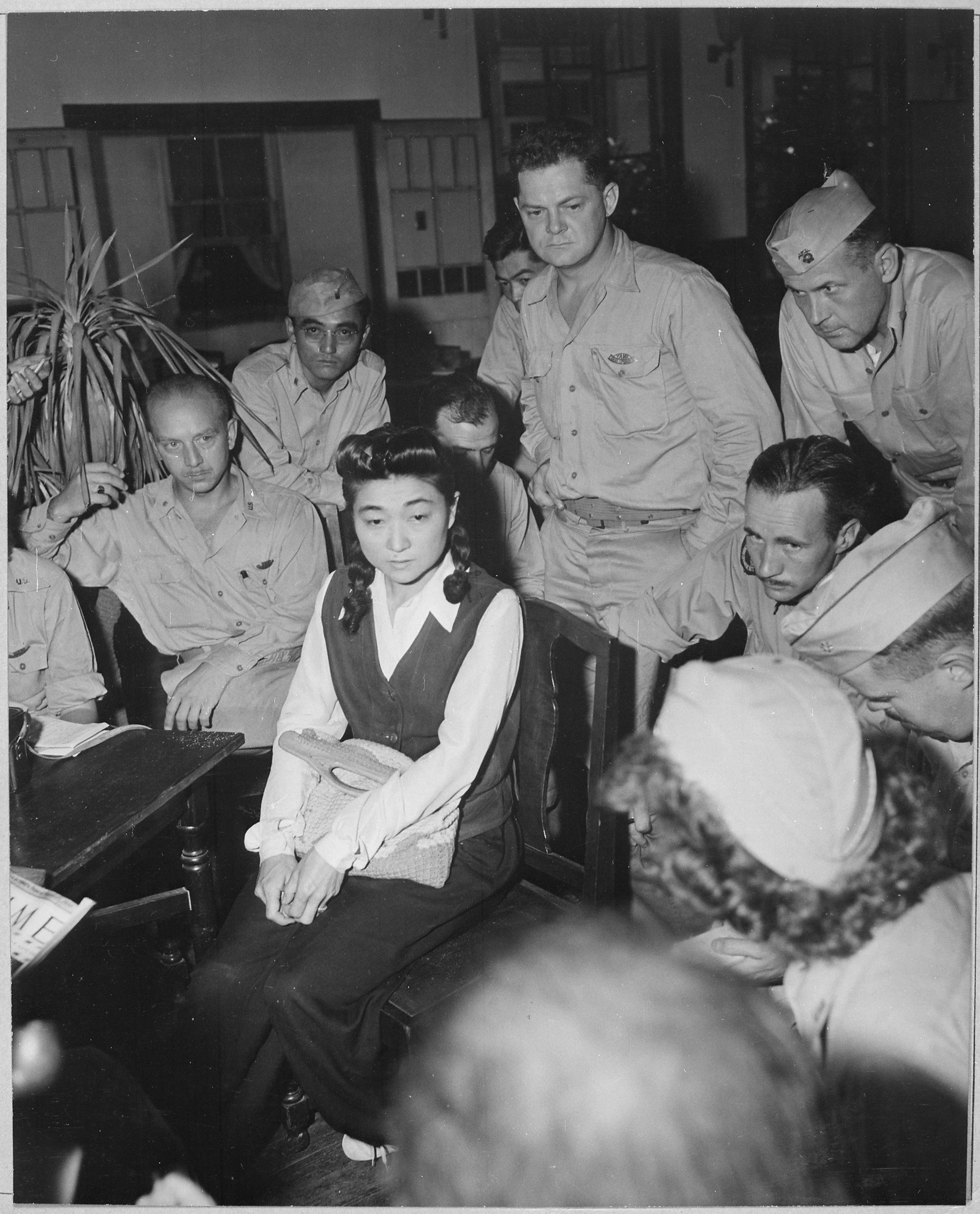
本物の「東京ローズ」とされているアイヴァ・戸栗・ダキノ

イアハートの遭難から5日後の1937年（昭和12年）7月7日、中国大陸では盧溝橋事件が発生、日中間は全面戦争に発展した。さらに以前より日本とアメリカの間で対立が深まっていたこともあり、「アメリカ海軍はイアハート機捜索の名目で、日本の委任統治領をはじめとする南洋諸島の空中調査を行った」という噂が流れた。逆に、イアハートが諜報行為をしたことで日本軍の捕虜になったという噂も立った。
「イアハートがアメリカ軍の要請を受けて、カロリン諸島やマーシャル諸島などの、日本の委任統治領における日本軍の活動を探るべく飛行した後、カロリン諸島に駐留する日本軍によって撃墜され捕らえられた」という話が、地元住民の目撃談として唱えられていた。マリアナ諸島を偵察しようと試みて対空砲火か空母赤城の戦闘機によってサイパン島に強制着陸を余儀なくされ、スパイとして処刑されたという噂もあった。「日本軍に捕らわれた」説としては更に、（同じく目撃者の証言と共に唱えられた）「サイパン島を経由して東京に移送され、第二次世界大戦中に皇居内で拘留され続け、終戦直前に処刑された」という説や、「『東京ローズ』の1人として活動していた」という説も当時は存在した。その他、1970年に出版された書籍の中では「終戦後解放された後にひそかに帰国し、偽名でニュージャージー州で暮らしていた」との説まで唱えられた。
しかし、このような話は、失踪前のイアハートからの通信では（日本軍を含めた何者かから）攻撃を受けたとの報告がない上に、日本側には撃墜や拘留、処刑の記録が無いばかりか、上記のように日本海軍の艦艇はアメリカ海軍艦艇とともに多額の費用を投じた捜索活動も行っている。また日本関係者によるイアハート目撃の報告もないため、信憑性が無いいわゆる「陰謀説」と言えるレベルのものであった。

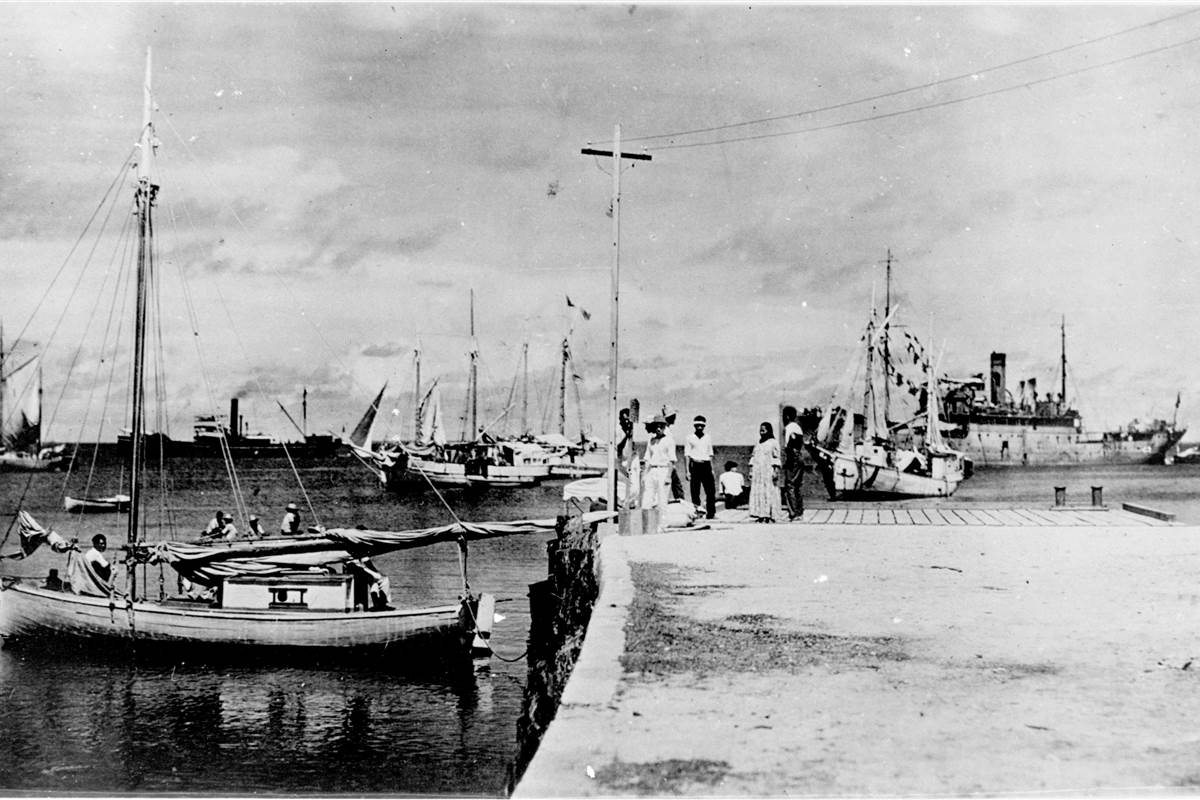
「ヒストリーチャンネル」が提示した写真

さらに2017年7月に、アメリカの歴史娯楽専門チャンネル「ヒストリーチャンネル」は、特別番組「アメリア・イアハート：失われた証拠（Amelia Earhart: The Lost Evidence）」において、「イアハートとヌーナンが日本軍に拘束されたとする従来の説が有力である」旨を公表した。根拠として同番組がアメリカ国立公文書館から入手した、日本委任統治時代のマーシャル諸島ジャルート環礁の港にて撮影された写真を挙げた。
この中にイアハートとヌーナンにそれぞれ特徴が似ている白人の男女、そして破損した乗機とされる物体が貨物船に曳航されるとされる姿が写されており、これを「2人がミリ環礁に不時着した後に撮影されたもの」だと主張している。同番組は2人のその後の行方として、「サイパン島に移送され同地で拘置中に死亡した」とする仮説を立てている。
しかし、マーシャル諸島での戦史を研究している軍事専門家によれば、写る船舶の形式などから、写真はイアハートが遭難する以前の1920年代後半から1930年代前半のものとしており、またマーシャル諸島を含めた日本の委任統治領は、1937年1月以降外国船の入港が禁じられたにもかかわらず、あきらかに日本籍でないと思われる商船が写っていること、写されている人影の中に日本人らしき姿が見られない事、さらにこの写真は1935年（昭和10年）10月に出版された日本語写真集の中に収録されていることなどから、ヒストリーチャンネルの説は完全に否定された。

## 影響
アメリア・イアハートから命名されたものに、以下が存在する。
- イアハート (小惑星)[42]
- ルイス・アンド・クラーク級貨物弾薬補給艦 - 6番艦（T-AKE-6）が「アメリア・イアハート」と命名された。

アメリア・イアハートを扱った作品
- ラストフライト (映画) - 夫パットナムが出版した『最後の飛行』を原作とした映画。ダイアン・キートンがイアハートを演じている。（1994年公開、日本劇場未公開）
- ナイト ミュージアム2 - エイミー・アダムスがイアハートを演じている。（2009年）
- アメリア 永遠の翼（原題：Amelia） - ヒラリー・スワンクがイアハート、夫パットナムはリチャード・ギアが演じた。（2009年、日本公開は2010年11月）
- 逃避行 - ジョニ・ミッチェルが1976年に発表したアルバム。 アメリア (楽曲)を収録している。
- イカロスの娘 - 御厨さと美作の漫画作品。1960年代を舞台に、イアハートを目標に女性パイロットを目指すヒロインの物語である。
- 翼をください（小説） - 原田マハ作の文学作品。登場人物の「エイミー・イーグルウィング」はイアハートがモデルとなっている。（2015年、角川文庫）[43]